# Christine Nicholls

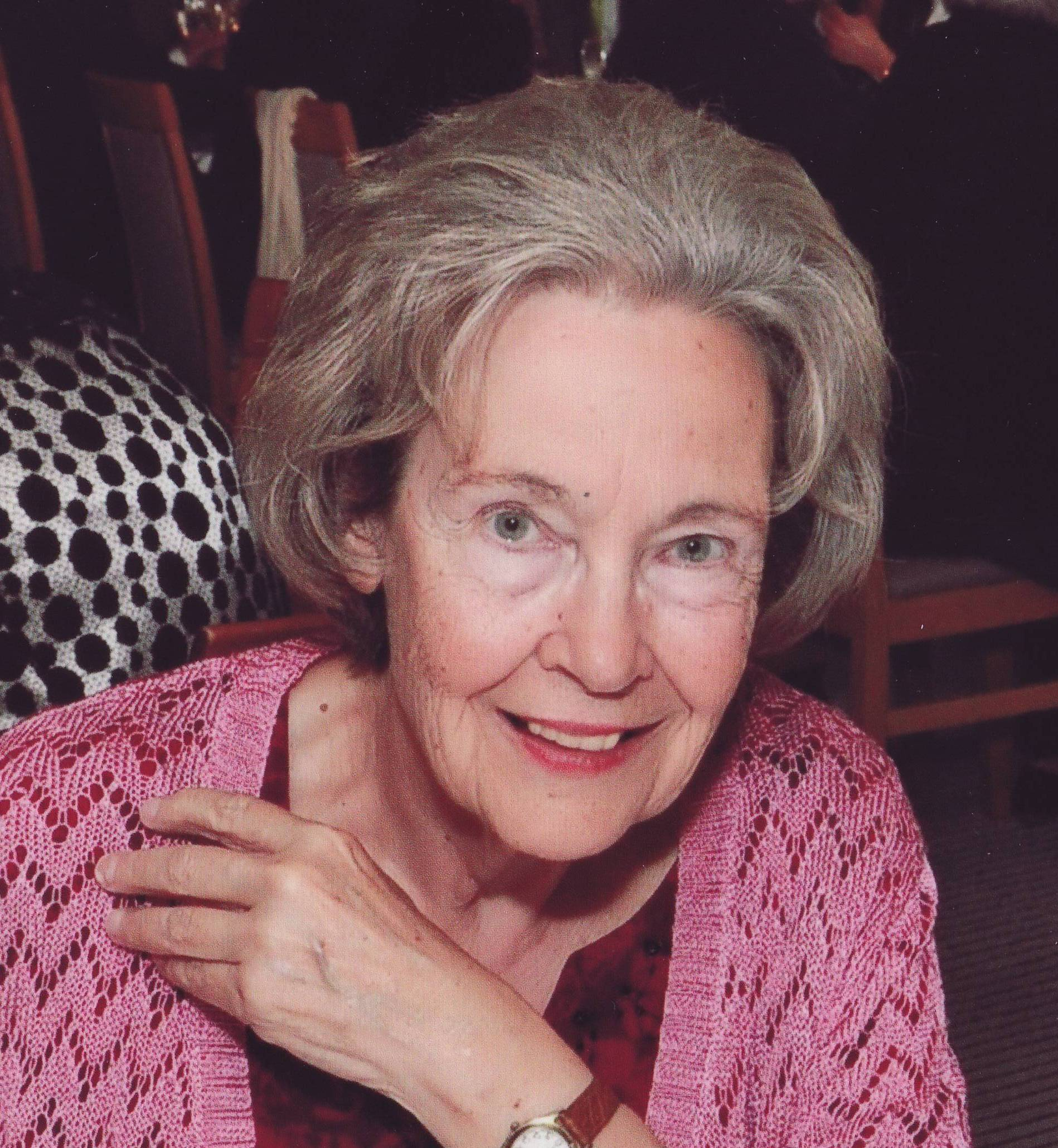
Nicholls, 2014

Christine Stephanie Nicholls, de soltera Metcalfe (Inglaterra, 23 de enero de 1943) es una escritora y editora anglokeniata. Trabajó en el Dictionary of National Biography. Actualmente está retirada y vive en Oxford.

## Biografía
Sus padres eran profesores y se instalaron en Mombasa y Nairobi.
Estudió en el Lady Margaret Hall y el St Antony's College, y estudió y trabajó luego para la Universidad de Londres.